# روبرت فورغان
روبرت فورغان (بالإنجليزية: Robert Forgan)‏ (10 اذار 1891 - 8 كانون الثاني 1976)، هو سياسي بريطاني مقرب من اوزوالد موزلي.

## حياته و مهنته الطبية
فورغان الإسكتلندي التولد هو ابن قس الكنسية الاسكتلندية، حصلَ على شهادة الدكتوراه من مدرسة ابردين لقواعد اللغة و جامعات ابردين وكامبريج، وعملَ في مهنة الطب و خدم في الحرب العالمية الاولى

## المَراجع
1. ↑  Renfrewshire West MPs نسخة محفوظة 09 يونيو 2017 على موقع واي باك مشين. [وصلة مكسورة]
2. ↑  Dorril, p. 151
3. ↑  Benewick, p. 112